# Sara Andersson (handbollsspelare)
Sara Kristina Andersson, född 1 augusti 1980 i Göteborg, är en svensk tidigare handbollsspelare (vänsternia). Hon spelade sex landskamper för Sveriges landslag, samtliga år 2001. Hon gjorde 843 mål i elitserien för moderklubben IK Sävehof, vilket placerar henne på fjärde plats i klubbens historia.

## Klubbar
- IK Sävehof (1999–2003)
- GOG Håndbold (2003–2004)
- IK Sävehof (2004–2006)
- Bjørnar Håndball (2006–2007)
- Levanger HK (2007–2012)
- Byåsen IL (2012–2014)
- Levanger HK (2014)

## Meriter
- Två SM-guld (2000 och 2006) med IK Sävehof